# متعهد خرید اوراق بهادار
متعهد خرید اوراق بهادار، (به انگلیسی: Under writer) یا متعهد اوراق بهادار، در زمان فروش اولیه سهام، یک شرکت تامین سرمایه یا یک سندیکای موسسات تأمین سرمایه (مانند بانک، کارگزار بیمه یا شرکت سرمایه‌گذاری) است که ابتدا به صورت یک جا، اقدام به خریداری تمامی اوراق تازه منتشر شده می‌نماید، سپس اوراق بهادار مورد نظر را، به صورت عمومی عرضه می‌کند. به این ترتیب، آن موسسه، خطر فروش نرفتن اوراق بهادار را می‌پذیرد و فروش آن را تضمین می‌کند. به این موسسات مالی، متعهد خرید اوراق بهادار گفته می‌شود و فرایند انجام گرفته، تعهد خرید اوراق بهادار نام دارد.